# Нортвил (Јужна Дакота)
Нортвил (енгл. Northville) град је у америчкој савезној држави Јужна Дакота.

## Демографија
По попису из 2010. године број становника је 143, што је 19 (15,3%) становника више него 2000. године.
| Група             | 2000.       | 2010.       |
| Белци             | 118 (95,2%) | 139 (97,2%) |
| Афроамериканци    | 0 (0,0%)    | 0 (0,0%)    |
| Азијати           | 0 (0,0%)    | 0 (0,0%)    |
| Хиспаноамериканци | 5 (4,0%)    | 1 (0,7%)    |
| Укупно            | 124         | 143         |